# Brînivka, Rozdilna
Brînivka (în ucraineană Бринівка) este un sat în comuna Rozdilna din raionul Rozdilna, regiunea Odesa, Ucraina.

## Demografie
Componența lingvistică a localității Brînivka
     Ucraineană (93,15%)
     Rusă (3,42%)
     Română (3,42%)
Conform recensământului din 2001, majoritatea populației localității Brînivka era vorbitoare de ucraineană (93,15%), existând în minoritate și vorbitori de rusă (3,42%) și română (3,42%).